# Gällsjön (Regna socken, Östergötland, 652572-150050)
Gällsjön är en sjö i Finspångs kommun i Östergötland och ingår i Nyköpingsåns huvudavrinningsområde. Sjön har en area på 0,181 kvadratkilometer och ligger 53,1 meter över havet.

## Delavrinningsområde
Gällsjön ingår i det delavrinningsområde (652672-150111) som SMHI kallar för Inloppet i Regnaren. Medelhöjden är 64 meter över havet och ytan är 35,23 kvadratkilometer. Räknas de 4 avrinningsområdena uppströms in blir den ackumulerade arean 102,22 kvadratkilometer. Bokvarnsån (Svarttorpsån) som avvattnar avrinningsområdet har biflödesordning 2, vilket innebär att vattnet flödar genom totalt 2 vattendrag innan det når havet efter 114 kilometer. Avrinningsområdet består mestadels av skog (80 procent). Avrinningsområdet har 2,83 kvadratkilometer vattenytor vilket ger det en sjöprocent på 8 procent.